# Tom Pederson
Thomas Stuart „Tom“ Pederson (* 14. Januar 1970 in Bloomington, Minnesota) ist ein ehemaliger US-amerikanischer Eishockeyspieler und -trainer, der im Verlauf seiner aktiven Karriere zwischen 1988 und 2000 unter anderem 264 Spiele für die San Jose Sharks und Toronto Maple Leafs in der National Hockey League (NHL) auf der Position des Verteidigers bestritten hat. Zudem absolvierte Pederson, der mit der US-amerikanischen Nationalmannschaft bei der Weltmeisterschaft 1996 die Bronzemedaille gewann, zwei Spielzeiten bei den Hannover Scorpions in der Deutschen Eishockey Liga (DEL).

## Karriere
Pederson spielte zunächst drei Jahre von 1988 bis 1991 an der University of Minnesota in der Western Collegiate Hockey Association (WCHA) der National Collegiate Athletic Association (NCAA) und erwies sich dort als offensiv- wie defensivbegabter Verteidiger. Bereits nach seinem ersten Jahr am College hatten ihn die Minnesota North Stars aus der National Hockey League (NHL) im NHL Entry Draft 1989 in der elften Runde an 217. Position ausgewählt.
Nachdem er im NHL Dispersal Draft 1991 von den neu gegründeten San Jose Sharks aus dem Kader des Franchises der Minnesota North Stars ausgewählt worden war, schloss er sich zur Saison 1991/92 zunächst dem US-amerikanischen Eishockeyverband USA Hockey an, ehe er schließlich zu den Kansas City Blades, dem damaligen Farmteam San Joses, wechselte. Dort gewann er am Ende der Spielzeit den Turner Cup, die Meisterschaft der International Hockey League (IHL). Der US-Amerikaner verbrachte die folgende Saison vorerst weiter im Farmteam, schaffte aber im Saisonverlauf den Sprung in den NHL-Kader der Sharks. Diesen blieb er schließlich bis zum Ende der Saison 1995/96 treu. Nach Auslauf seines Vertrages wechselte er zunächst nach Japan zu Seibu Tetsudō Tokio, da er sich nach einer schwachen Spielzeit 1995/96 nicht mehr in der Lage sah, in der NHL zu spielen und auf eine Abschiebung in die Minor Leagues verzichten wollte. Er kehrte aber nach kurzer Zeit im Dezember 1996 und nur 29 Spielen für den Klub aus Tokio zurück nach Nordamerika, da ihm die Toronto Maple Leafs ein Vertragsangebot gemacht hatten. Die Maple Leafs setzten ihn im Verlauf der Saison 1996/97 lediglich 15-mal ein.
Pederson verließ das Maple-Leafs-Franchise im Sommer 1998 und wechselte nach Europa, wo er in den Spielzeiten 1998/99 und 1999/2000 für die Hannover Scorpions aus der Deutschen Eishockey Liga (DEL) auflief. Im Sommer 2000 beendete der 30-Jährige seine aktive Laufbahn. Lediglich in der Saison 2012/13 kehrte Pederson in der Funktion eines Assistenztrainers bei den San Francisco Bulls aus der ECHL auf die Eishockeybühne zurück.

### International
Auf internationaler Ebene km Pederson bereits im Juniorenbereich zu ersten Einsätzen und bestritt mit der US-amerikanischen U20-Nationalmannschaft die Junioren-Weltmeisterschaft 1989. Diese schloss er mit dem Team auf dem fünften Rang ab. Mit dem A-Nationalteam absolvierte der Verteidiger die Goodwill Games 1990 sowie die Weltmeisterschaften der Jahre 1991 und 1996. Neben der Silbermedaille bei den Goodwill Games gewann Pederson bei der Weltmeisterschaft 1996 die Bronzemedaille.

## Erfolge und Auszeichnungen
- 1990 Silbermedaille bei den Goodwill Games
- 1992 Turner-Cup-Gewinn mit den Kansas City Blades
- 1996 Bronzemedaille bei der Weltmeisterschaft

## Karrierestatistik

### International
Vertrat die USA bei:
- Junioren-Weltmeisterschaft 1989
- Goodwill Games 1990
- Weltmeisterschaft 1991
- Weltmeisterschaft 1996

(Legende zur Spielerstatistik: Sp oder GP = absolvierte Spiele; T oder G = erzielte Tore; V oder A = erzielte Assists; Pkt oder Pts = erzielte Scorerpunkte; SM oder PIM = erhaltene Strafminuten; +/− = Plus/Minus-Bilanz; PP = erzielte Überzahltore; SH = erzielte Unterzahltore; GW = erzielte Siegtore; 1 Play-downs/Relegation; Kursiv: Statistik nicht vollständig)